# Limnophila hemmingseniana
Limnophila hemmingseniana är en tvåvingeart som först beskrevs av Alexander 1978.  Limnophila hemmingseniana ingår i släktet Limnophila och familjen småharkrankar. Inga underarter finns listade i Catalogue of Life.